# Aretas I
Aretas I was in 168 v.Chr. koning van de Nabateeërs. De duur van zijn regering is niet met zekerheid bekend. Het is mogelijk dat zijn regering duurde tot 120/110; in dat geval werd hij opgevolgd door Aretas II.
Deze Aretas wordt met zijn naam en titel ('koning van de Nabateeërs) genoemd op een in Elusa gevonden inscriptie, die gedateerd wordt in de eerste helft van de tweede eeuw v.Chr.
Volgens het boek boek II Makkabeeën (5:8) hield de Joodse hogepriester Jason zich rond 168 v.Chr. na een mislukte staatsgreep korte tijd schuil bij 'de Arabische koning Aretas'. Uit het boek I Makkabeeën (5:24-28) valt op te maken dat na de Nabateeërs in de tijd van Aretas I een vriendelijke relatie hadden met Judas Maccabaeus en Jonathan Maccabaeus, leiders van de Makkabese opstand in het tempelstaatje Juda.